# Formule E 2017/2018
Sezóna 2017/18 závodů Formule E (oficiálním názvem 2017–18 ABB FIA Formula E) byla čtvrtou sezónou šampionátu Formule E pořádaného Mezinárodní automobilovou federací FIA, který je nejvyšším mistrovství v kategorii monopostů na elektrický pohon.
Sezóna se skládala ze 12 závodů od 2. prosince 2017 do 15. července 2018, účastnilo se jí 10 týmů a soupeřily mezi sebou o titul nejlepšího týmu a jezdce.
Obhájcem titulu ze sezóny 2016/17 byl Brazilec Lucas di Grassi, který svůj titul získal až v posledním závodě sezóny. Mezi týmy byl obhájcem Renault e.Dams, držitel 3 titulů v řadě.
Vítězem mezi jezdci se stal Francouz Jean-Éric Vergne se 198 body, který za sebou nechal di Grassiho a Sama Birda. Mezi týmy získal titul tým Audi Sport ABT Schaeffler, který o pouhé 2 body porazil Techeetah.

## Změny v pravidlech
- Maximální výkon motorů byl navýšen ze 170 kW na 180 kW.[2]
- Bod za nejrychlejší kolo závodu se připisuje pouze jezdcům, kteří skončí mezi nejlepšími 10 v závodě. Brání se tím možnosti vyměnit poškozený vůz za nový a získat bod bez úmyslu dokončit závod.

## Jezdci a týmy
| Tým                       | Výrobce        | Motor                | No. | Jezdec                 | Závody    |
| ------------------------- | -------------- | -------------------- | --- | ---------------------- | --------- |
| Audi Sport ABT Schaeffler | Spark-Audi     | Audi e-tron FE04     | 1   | Lucas di Grassi        | 1–12      |
| Audi Sport ABT Schaeffler | Spark-Audi     | Audi e-tron FE04     | 66  | Daniel Abt             | 1–12      |
| DS Virgin Racing          | Spark-Citroën  | DS Virgin DSV-03     | 2   | Sam Bird               | 1–12      |
| DS Virgin Racing          | Spark-Citroën  | DS Virgin DSV-03     | 36  | Alex Lynn              | 1–12      |
| Panasonic Jaguar Racing   | Spark-Jaguar   | Jaguar I-Type II     | 3   | Nelson Piquet Jr.      | 1–12      |
| Panasonic Jaguar Racing   | Spark-Jaguar   | Jaguar I-Type II     | 20  | Mitch Evans            | 1–12      |
| Venturi Formula E Team    | Spark-Venturi  | Venturi VM200-FE-03  | 4   | Edoardo Mortara        | 1–8, 10   |
| Venturi Formula E Team    | Spark-Venturi  | Venturi VM200-FE-03  | 4   | Tom Dillmann           | 9, 11–12  |
| Venturi Formula E Team    | Spark-Venturi  | Venturi VM200-FE-03  | 5   | Maro Engel             | 1–12      |
| Dragon Racing             | Spark-Penske   | Penske EV-2          | 6   | Neel Jani              | 1–2       |
| Dragon Racing             | Spark-Penske   | Penske EV-2          | 6   | José María López       | 3–12      |
| Dragon Racing             | Spark-Penske   | Penske EV-2          | 7   | Jérôme d'Ambrosio      | 1–12      |
| Renault e.dams            | Spark-Renault  | Renault Z.E. 17      | 8   | Nico Prost             | 1–12      |
| Renault e.dams            | Spark-Renault  | Renault Z.E. 17      | 9   | Sébastien Buemi        | 1–12      |
| NIO Formula E Team        | Spark-NIO      | NextEV NIO Sport 003 | 16  | Oliver Turvey          | 1–11      |
| NIO Formula E Team        | Spark-NIO      | NextEV NIO Sport 003 | 16  | Ma Čching-chua         | 12        |
| NIO Formula E Team        | Spark-NIO      | NextEV NIO Sport 003 | 68  | Luca Filippi           | 1–7, 9–12 |
| NIO Formula E Team        | Spark-NIO      | NextEV NIO Sport 003 | 68  | Ma Čching-chua         | 8         |
| Techeetah                 | Spark-Renault  | Renault Z.E. 17      | 18  | André Lotterer         | 1–12      |
| Techeetah                 | Spark-Renault  | Renault Z.E. 17      | 25  | Jean-Éric Vergne       | 1–12      |
| Mahindra Racing           | Spark-Mahindra | Mahindra M4Electro   | 19  | Felix Rosenqvist       | 1–12      |
| Mahindra Racing           | Spark-Mahindra | Mahindra M4Electro   | 23  | Nick Heidfeld          | 1–12      |
| MS&AD Andretti Formula E  | Spark-Andretti | Andretti ATEC-03     | 27  | Kamui Kobajaši         | 1–2       |
| MS&AD Andretti Formula E  | Spark-Andretti | Andretti ATEC-03     | 27  | Tom Blomqvist          | 3–8       |
| MS&AD Andretti Formula E  | Spark-Andretti | Andretti ATEC-03     | 27  | Stéphane Sarrazin      | 9–12      |
| MS&AD Andretti Formula E  | Spark-Andretti | Andretti ATEC-03     | 28  | António Félix da Costa | 1–12      |

Poznámky
1. ↑  Kobayashi je japonským jezdcem, který závodí s monackou závodní licencí..'"`UNIQ--ref-00000045-QINU`"'

## Kalendář závodů
První verze kalendáře pro sezonu 2017/18 byla vytvořena v květnu 2017. V září byl pak oznámen finální kalendář. Zahrnoval nové závody v Santiagu, São Paulo, Římě a Curychu - tedy návrat motoristického okruhového podniku do Švýcarska poprvé od roku 1955. Závod v Bueons Aires byl zrušen, ePrix Monaka se bude konat pouze každé dva roky a bude se střídat s Grand Prix Monaka historických vozů. 30. listopadu byl odložen závod v São Paulo na rok 2019 s tím, že se hledá náhrada do kalendáře. Touto náhradou se stal závod v uruguayské Punta del Este, kde se závodilo v prvních 2 sezónách Formule E. 18. prosince byla starostou Montréalu zrušena ePrix s odkazem na vysoké výdaje z peněz daňových poplatníků. 18. ledna pak vyšlo oznámení, že montrealský závod nebude nahrazen a počet závodů klesl na konečných dvanáct.
| Kolo   | ePrix                       | Země                   | Trať                                              | Datum             |
| ------ | --------------------------- | ---------------------- | ------------------------------------------------- | ----------------- |
| 1      | ePrix Hongkongu závod 1     | Hong Kong              | Hong Kong Central Harbourfront Circuit            | 2. prosinec 2017  |
| 2      | ePrix Hongkongu závod 2     | Hong Kong              | Hong Kong Central Harbourfront Circuit            | 3. prosinec 2017  |
| 3      | ePrix Marrákeše             | Maroko                 | Circuit International Automobile Moulay El Hassan | 13. leden 2018    |
| 4      | ePrix Santiaga              | Chile                  | Santiago Street Circuit                           | 3. únor 2018      |
| 5      | ePrix Mexico City           | Mexiko                 | Autódromo Hermanos Rodríguez                      | 3. březen 2018    |
| 6      | ePrix Punta del Este        | Uruguay                | Punta del Este Street Circuit                     | 17. březen 2018   |
| 7      | ePrix Říma                  | Itálie                 | Circuto Cittadino dell'EUR                        | 14. duben 2018    |
| 8      | ePrix Paříže                | Francie                | Paris Street Circuit                              | 28. duben 2018    |
| 9      | ePrix Berlína               | Německo                | Tempelhof Airport Street Circuit                  | 19. květen 2018   |
| 10     | ePrix Curychu               | Švýcarsko              | TBA                                               | 10. červen 2018   |
| 11     | ePrix New York City závod 1 | Spojené státy americké | Brooklyn Street Circuit                           | 14. červenec 2018 |
| 12     | ePrix New York City závod 2 | Spojené státy americké | Brooklyn Street Circuit                           | 15. červenec 2018 |
| Zdroj: |                             |                        |                                                   |                   |

## Výsledky

### ePrix
| Kolo | Závod          | Pole position    | Nejrychlejší kolo | Vítězný jezdec   | Vítězný tým               | Výsledky |
| ---- | -------------- | ---------------- | ----------------- | ---------------- | ------------------------- | -------- |
| 1    | Hongkong       | Jean-Éric Vergne | Jérôme d'Ambrosio | Sam Bird         | DS Virgin Racing          | Výsledky |
| 2    | Hongkong       | Felix Rosenqvist | Lucas di Grassi   | Felix Rosenqvist | Mahindra Racing           | Výsledky |
| 3    | Marrákeš       | Sébastien Buemi  | Nelson Piquet Jr. | Felix Rosenqvist | Mahindra Racing           | Výsledky |
| 4    | Santiago       | Jean-Éric Vergne | Sam Bird          | Jean-Éric Vergne | Techeetah                 | Výsledky |
| 5    | Mexico City    | Felix Rosenqvist | Lucas di Grassi   | Daniel Abt       | Audi Sport Abt Schaeffler | Výsledky |
| 6    | Punta del Este | Jean-Éric Vergne | José María López  | Jean-Éric Vergne | Techeetah                 | Výsledky |
| 7    | Řím            | Felix Rosenqvist | Daniel Abt        | Sam Bird         | DS Virgin Racing          | Výsledky |
| 8    | Paříž          | Jean-Éric Vergne | Lucas di Grassi   | Jean-Éric Vergne | Techeetah                 | Výsledky |
| 9    | Berlín         | Daniel Abt       | Daniel Abt        | Daniel Abt       | Audi Sport Abt Schaeffler | Výsledky |
| 10   | Curych         | Mitch Evans      | André Lotterer    | Lucas di Grassi  | Audi Sport Abt Schaeffler | Výsledky |
| 11   | New York City  | Sébastien Buemi  | Felix Rosenqvist  | Lucas di Grassi  | Audi Sport Abt Schaeffler | Výsledky |
| 12   | New York City  | Sébastien Buemi  | Daniel Abt        | Jean-Éric Vergne | Techeetah                 | Výsledky |

Poznámky
1. ↑  Bod za nejrychlejší kolo získal Daniel Abt, protože d'Ambrosio se v závodě neumístil mezi nejlepšími deseti.
2. ↑  Bod za nejrychlejší kolo získal Felix Rosenqvist, protože di Grassi se v závodě neumístil mezi nejlepšími deseti.
3. ↑  Bod za nejrychlejší kolo získal Daniel Abt, protože Rosenqvist se v závodě neumístil mezi nejlepšími deseti.

### Pořadí jezdců
Body se udělují dle uvedeného schématu prvním 10 jezdcům v každém závodě, dále jezdci na pole position a jezdci, který zajede nejrychlejší kolo závodu.
| Pořadí v cíli | 1. | 2. | 3. | 4. | 5. | 6. | 7. | 8. | 9. | 10. | Pole position | Nejrychlejší kolo |
| Body          | 25 | 18 | 15 | 12 | 10 | 8  | 6  | 4  | 2  | 1   | 3             | 1                 |

| Poř. | Jezdec                 | HKG | HKG  | MAR | SAN  | MEX  | PDE  | ROM | PAR | BER | ZRH | NYC | NYC | Body |
| ---- | ---------------------- | --- | ---- | --- | ---- | ---- | ---- | --- | --- | --- | --- | --- | --- | ---- |
| 1    | Jean-Éric Vergne       | 2   | 4    | 5   | 1    | 5    | 1    | 5   | 1   | 3   | 10  | 5F  | 1F  | 198  |
| 2    | Lucas di Grassi        | 17  | 14   | Ret | Ret  | 9F   | 2    | 2F  | 2F  | 2   | 1F  | 1   | 2   | 144  |
| 3    | Sam Bird               | 1   | 5    | 3   | 5    | 17   | 3    | 1   | 3   | 7   | 2   | 9   | 10  | 143  |
| 4    | Sébastien Buemi        | 11  | 10   | 2F  | 3F   | 3F   | RetF | 6   | 5F  | 4F  | 5F  | 3F  | 4F  | 125  |
| 5    | Daniel Abt             | 5F  | DSQF | 10F | RetF | 1    | 14F  | 4F  | 7F  | 1F  | 13F | 2F  | 3F  | 120  |
| 6    | Felix Rosenqvist       | 14  | 1    | 1   | 4    | RetF | 5F   | Ret | 8   | 11F | 15  | 14  | 5   | 96   |
| 7    | Mitch Evans            | 12  | 3    | 11  | 7    | 6    | 4    | 9   | 15  | 6   | 7   | Ret | 6   | 68   |
| 8    | André Lotterer         | DSQ | 13   | Ret | 2    | 13   | 12   | 3   | 6   | 9   | 4   | 7   | 9   | 64   |
| 9    | Nelson Piquet Jr.      | 4   | 12   | 4   | 6    | 4    | Ret  | Ret | Ret | 12  | Ret | Ret | 7   | 51   |
| 10   | Oliver Turvey          | 16  | 6    | Ret | 14   | 2    | 7    | 12  | 9   | 5   | 9   | DNS |     | 46   |
| 11   | Nick Heidfeld          | 3   | 16   | 7   | Ret  | Ret  | Ret  | 16  | 11  | 10  | 6   | 6   | 8   | 42   |
| 12   | Maro Engel             | 13  | 7    | 12  | Ret  | 16   | 10   | 8   | 4   | 8   | 11  | 8   | Ret | 31   |
| 13   | Edoardo Mortara        | 7   | 2    | 17† | 13   | 8    | 17   | 10  | 13  |     | Ret |     |     | 29   |
| 14   | Jérôme d'Ambrosio      | NC  | 15   | 15  | 8    | 11   | 9    | 7   | 12  | 19  | 3   | 13  | Ret | 27   |
| 15   | António Félix da Costa | 6   | 11   | 14  | 9    | 7    | 11   | 11  | Ret | 15  | 8   | 11  | 15  | 20   |
| 16   | Alex Lynn              | 8   | 9    | 9   | Ret  | 10   | 6    | Ret | 14  | 16  | 16  | Ret | 14  | 17   |
| 17   | José María López       |     |      | 6   | RetF | 12   | 8    | 17† | 10  | 18  | 12  | Ret | Ret | 14   |
| 18   | Tom Dillmann           |     |      |     |      |      |      |     |     | 13  |     | 4   | Ret | 12   |
| 19   | Nico Prost             | 9   | 8    | 13  | 10   | Ret  | 15   | 14  | 16  | 14  | Ret | 10  | 11  | 8    |
| 20   | Tom Blomqvist          |     |      | 8   | 11   | 15   | 16   | 15  | Ret |     |     |     |     | 4    |
| 21   | Luca Filippi           | 10F | RetF | 16  | 12   | 14   | 13   | 13F |     | 17  | Ret | 15  | Ret | 1    |
| 22   | Stéphane Sarrazin      |     |      |     |      |      |      |     |     | 20  | 14  | 12  | 12  | 0    |
| 23   | Ma Čching-chua         |     |      |     |      |      |      |     | 17  |     |     |     | 13  | 0    |
| 24   | Kamui Kobajaši         | 15F | 17F  |     |      |      |      |     |     |     |     |     |     | 0    |
| 25   | Neel Jani              | 18  | 18   |     |      |      |      |     |     |     |     |     |     | 0    |
| Poř. | Jezdec                 | HKG | HKG  | MAR | SAN  | MEX  | PDE  | ROM | PAR | BER | ZRH | NYC | NYC | Body |

| Legenda k tabulce | Legenda k tabulce                                                                       |
| Barva             | Výsledek                                                                                |
| ----------------- | --------------------------------------------------------------------------------------- |
| Zlatá             | Vítěz                                                                                   |
| Stříbrná          | 2. místo                                                                                |
| Bronzová          | 3. místo                                                                                |
| Zelená            | Bodované umístění                                                                       |
| Modrá             | Nebodované umístění                                                                     |
| Modrá             | Dokončil neklasifikován (NC)                                                            |
| Fialová           | Odstoupil (Ret)                                                                         |
| Červená           | Nekvalifikoval se (DNQ)                                                                 |
| Červená           | Nepředkvalifikoval se (DNPQ)                                                            |
| Černá             | Diskvalifikován (DSQ)                                                                   |
| Bílá              | Nestartoval (DNS)                                                                       |
| Bílá              | Závod zrušen (C)                                                                        |
| Světle modrá      | Pouze trénoval (PO)                                                                     |
| Světle modrá      | Páteční testovací jezdec (TD)                                                           |
| Bez barvy         | Netrénoval (DNP)                                                                        |
| Bez barvy         | Vyřazen (EX)                                                                            |
| Bez barvy         | Nepřijel (DNA)                                                                          |
| Bez barvy         | Odvolal účast (WD)                                                                      |
| Bez barvy         | Nezúčastnil se (prázdné)                                                                |
| Označení          | Význam                                                                                  |
| Tučnost           | Pole position                                                                           |
| Kurzíva           | Nejrychlejší kolo                                                                       |
| †                 | Jezdec nedojel do cíle, ale byl klasifikován, protože odjel více než 90 % délky závodu. |
| ‡                 | Byl udělován poloviční počet bodů, protože bylo odjeto méně než 75 % délky závodu.      |
| Horní index       | Umístění bodujících jezdců ve sprintu                                                   |

### Pořadí týmů
| Poř. | Tým                       | No. | HKG | HKG | MAR | SAN | MEX | PDE | ROM | PAR | BER | ZRH | NYC | NYC | Body |
| ---- | ------------------------- | --- | --- | --- | --- | --- | --- | --- | --- | --- | --- | --- | --- | --- | ---- |
| 1    | Audi Sport ABT Schaeffler | 1   | 17  | 14  | Ret | Ret | 9   | 2   | 2   | 2   | 2   | 1   | 1   | 2   | 264  |
| 1    | Audi Sport ABT Schaeffler | 66  | 5   | DSQ | 10  | Ret | 1   | 14  | 4   | 7   | 1   | 13  | 2   | 3   | 264  |
| 2    | Techeetah                 | 18  | DSQ | 13  | Ret | 2   | 13  | 12  | 3   | 6   | 9   | 4   | 7   | 9   | 262  |
| 2    | Techeetah                 | 25  | 2   | 4   | 5   | 1   | 5   | 1   | 5   | 1   | 3   | 10  | 5   | 1   | 262  |
| 3    | DS Virgin Racing          | 2   | 1   | 5   | 3   | 5   | Ret | 3   | 1   | 3   | 7   | 2   | 9   | 10  | 160  |
| 3    | DS Virgin Racing          | 36  | 8   | 9   | 9   | Ret | 10  | 6   | Ret | 14  | 16  | 16  | Ret | 14  | 160  |
| 4    | Mahindra Racing           | 19  | 14  | 1   | 1   | 4   | Ret | 5   | Ret | 8   | 11  | 15  | 14  | 5   | 138  |
| 4    | Mahindra Racing           | 23  | 3   | 16  | 7   | Ret | Ret | Ret | 16  | 11  | 10  | 6   | 6   | 8   | 138  |
| 5    | Renault e.dams            | 8   | 9   | 8   | 13  | 10  | Ret | 15  | 14  | 16  | 14  | Ret | 10  | 11  | 133  |
| 5    | Renault e.dams            | 9   | 11  | 10  | 2   | 3   | 3   | Ret | 6   | 5   | 4   | 5   | 3   | 4   | 133  |
| 6    | Panasonic Jaguar Racing   | 3   | 4   | 12  | 4   | 6   | 4   | Ret | Ret | Ret | 12  | Ret | Ret | 7   | 119  |
| 6    | Panasonic Jaguar Racing   | 20  | 12  | 3   | 11  | 7   | 6   | 4   | 9   | 12  | 6   | 7   | Ret | 6   | 119  |
| 7    | Venturi Formula E Team    | 4   | 7   | 2   | 17† | 13  | 8   | 17  | 10  | 4   | 13  | Ret | 4   | Ret | 72   |
| 7    | Venturi Formula E Team    | 5   | 13  | 7   | 12  | Ret | 16  | 10  | 8   | 13  | 8   | 11  | 8   | Ret | 72   |
| 8    | NIO Formula E Team        | 16  | 16  | 6   | Ret | 14  | 2   | 7   | 12  | 9   | 5   | 9   | DNS | 13  | 47   |
| 8    | NIO Formula E Team        | 68  | 10  | Ret | 16  | 12  | 14  | 13  | 13  | 17  | 17  | Ret | 15  | Ret | 47   |
| 9    | Dragon Racing             | 6   | 18  | 18  | 6   | Ret | 12  | 8   | 17† | 10  | 18  | 12  | Ret | Ret | 41   |
| 9    | Dragon Racing             | 7   | NC  | 15  | 15  | 8   | 11  | 9   | 7   | 12  | 19  | 3   | 13  | Ret | 41   |
| 10   | MS&AD Andretti Formula E  | 27  | 15  | 17  | 8   | 11  | 15  | 16  | 15  | Ret | 20  | 14  | 12  | 12  | 24   |
| 10   | MS&AD Andretti Formula E  | 28  | 6   | 11  | 14  | 9   | 7   | 11  | 11  | Ret | 15  | 8   | 11  | 15  | 24   |
| Poř. | Tým                       | No. | HKG | HKG | MAR | SAN | MEX | PDE | ROM | PAR | BER | ZRH | NYC | NYC | Body |

| Legenda k tabulce | Legenda k tabulce                                                                       |
| Barva             | Výsledek                                                                                |
| ----------------- | --------------------------------------------------------------------------------------- |
| Zlatá             | Vítěz                                                                                   |
| Stříbrná          | 2. místo                                                                                |
| Bronzová          | 3. místo                                                                                |
| Zelená            | Bodované umístění                                                                       |
| Modrá             | Nebodované umístění                                                                     |
| Modrá             | Dokončil neklasifikován (NC)                                                            |
| Fialová           | Odstoupil (Ret)                                                                         |
| Červená           | Nekvalifikoval se (DNQ)                                                                 |
| Červená           | Nepředkvalifikoval se (DNPQ)                                                            |
| Černá             | Diskvalifikován (DSQ)                                                                   |
| Bílá              | Nestartoval (DNS)                                                                       |
| Bílá              | Závod zrušen (C)                                                                        |
| Světle modrá      | Pouze trénoval (PO)                                                                     |
| Světle modrá      | Páteční testovací jezdec (TD)                                                           |
| Bez barvy         | Netrénoval (DNP)                                                                        |
| Bez barvy         | Vyřazen (EX)                                                                            |
| Bez barvy         | Nepřijel (DNA)                                                                          |
| Bez barvy         | Odvolal účast (WD)                                                                      |
| Bez barvy         | Nezúčastnil se (prázdné)                                                                |
| Označení          | Význam                                                                                  |
| Tučnost           | Pole position                                                                           |
| Kurzíva           | Nejrychlejší kolo                                                                       |
| †                 | Jezdec nedojel do cíle, ale byl klasifikován, protože odjel více než 90 % délky závodu. |
| ‡                 | Byl udělován poloviční počet bodů, protože bylo odjeto méně než 75 % délky závodu.      |
| Horní index       | Umístění bodujících jezdců ve sprintu                                                   |